# Václav Jan Tomášek
Václav Jan Křtitel Tomášek (tysk namnform Johann Wenzel Tomaschek eller Tomaczek), född den 17 april 1774, död den 3 april 1850, var en böhmisk musiker.

## Biografi
Václav Jan Tomášek föddes 1774. Tomášek studerade musik hos Wolf i Chrudim, sedermera juridik vid Karlsuniversitetet i Prag, men inriktade sig därefter på grundliga teoretiska studier i musik. Han blev den mest ansedde musikläraren i Prag och bland hans lärjungar märks Alexander Dreyschock och Julius Schulhoff. Tomášek avled 1850.
Tomášeks formfulländade kompositioner (en opera, mässa, kantater, sånger, symfoni, kammarmusikverk och pianosaker) fördunklades av Ludwig van Beethovens, men hade inflytande på Robert Schumann.